# Air Namibia

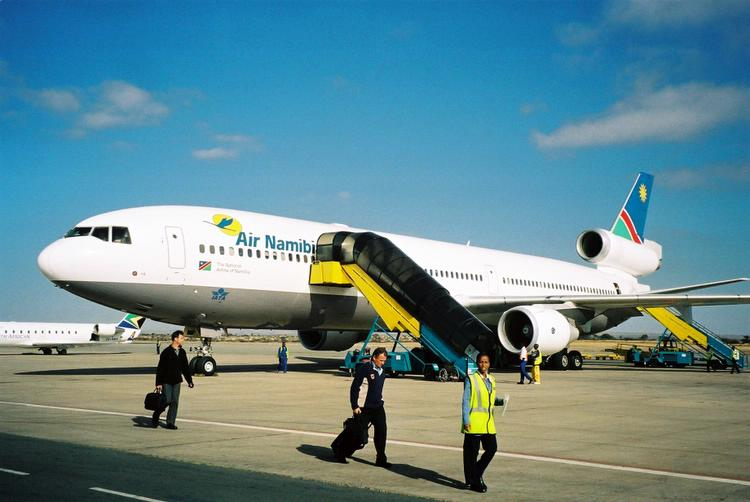
Air Namibia MD-11

Air Namibia – byłe namibijskie linie lotnicze z siedzibą w Windhuku. Obsługiwały połączenia po Afryce oraz do Europy. Głównym hubem był Port lotniczy Windhuk.
Linie upadły w lutym 2021.

## Porty docelowe

### Afryka
- Angola
  - Luanda (Port lotniczy Luanda)
- Botswana
  - Maun (Port lotniczy Maun)
- Namibia
  - Lüderitz (Port lotniczy Lüderitz)
  - Katima Mulilo (Port lotniczy Katima Mulilo)
  - Ondangwa (Port lotniczy Ondangwa)
  - Oranjemund (Port lotniczy Oranjemund)
  - Walvis Bay (Port lotniczy Walvis Bay)
  - Windhuk (Port lotniczy Windhuk)
- Południowa Afryka
  - Johannesburg (Port lotniczy Johannesburg)
  - Kapsztad (Port lotniczy Kapsztad)
- Zimbabwe
  - Victoria Falls (Port lotniczy Victoria Falls)

### Europa
- Niemcy
  - Frankfurt nad Menem (Port lotniczy Frankfurt)